# بلونة (كسروان)
بلونة هي قرية لبنانية من قرى قضاء كسروان في محافظة جبل لبنان.